# ناحیه آتنا، شهرستان میسوکی، میشیگان
ناحیه آتنا (به انگلیسی: Aetna Township) یک منطقهٔ مسکونی در ایالات متحده آمریکا است که در شهرستان میسوکی واقع شده‌است.
 ناحیه آتنا  ۴۱۳ نفر جمعیت دارد و ۳۸۱ متر بالاتر از سطح دریا واقع شده‌است.